# Середньоберезовський
Середньобере́зовський (рос. Среднеберёзовский) — селище у складі Топкинського округу Кемеровської області, Росія.

## Населення
Населення — 69 осіб (2010; 117 у 2002).
Національний склад (станом на 2002 рік):
- росіяни — 64 %